# Dirce

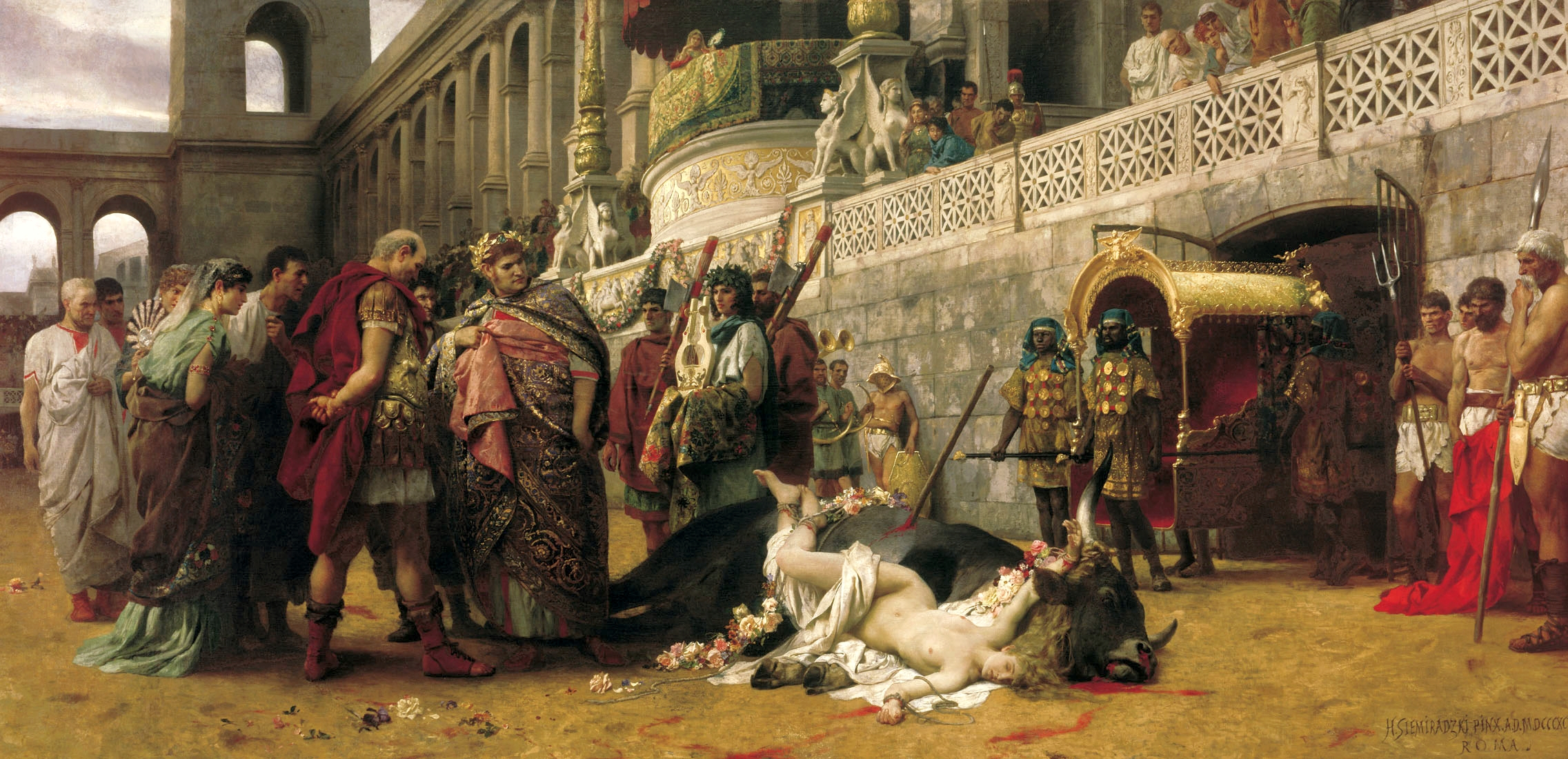
Una Dirce cristiana (obra de Henryk Siemieradzki).

Segons la mitologia grega, Dirce (en grec antic Δίρκη, en llatí Dirce) va ser l'esposa de Licos, rei de Tebes.
Tenia presonera i esclavitzada Antíope (neboda de Licos i, segons alguns, la seua primera esposa repudiada), a la qual tractà de la manera més cruel.
Quan Dirce anava a participar en un ritual de culte a Dionís al mont Citeró es trobà amb Amfíon i Zetos, els fills d'Antíope, que per venjar la mare la lligaren a les banyes d'un brau furiós i la feren arrossegar pel camp fins que morí destrossada. Dionís, enfadat per la mort de Dirce, que anava a rendir-li culte, va castigar Antíope i la va fer tornar boja.
Segons una variant de la llegenda, el càstig que Dirce havia preparat per Antíope era el que li van aplicar a ella Amfíon i Zetos.
El nom de Dirce fou donat a una font que sorgí en aquell indret.